# Wiendorf (Mecklenburg)
Wiendorf település Németországban, Mecklenburg-Elő-Pomeránia tartományban. Lakosainak száma 795 fő (2023. december 31.). Wiendorf Dummerstorf és Benitz községekkel határos.

## Népesség
A település népességének változása:
| Lakosok száma | 776  | 779  | 796  | 802  | 795  |
|               | 2017 | 2019 | 2021 | 2022 | 2023 |